# 小行星1031
小行星1031（1031 Arctica）是一颗绕太阳运转的小行星，为主小行星带小行星。该小行星于1924年6月6日发现。
該小行星以北極地區命名。

## 轨道参数
小行星1031的轨道半长轴为3.0479390 UA，离心率为0.061。